# Chrysotus palmatus
Chrysotus palmatus är en tvåvingeart som först beskrevs av Vanschuytbroeck 1952.  Chrysotus palmatus ingår i släktet Chrysotus och familjen styltflugor.
Artens utbredningsområde är Kongo. Inga underarter finns listade i Catalogue of Life.